# Das heft das seinen langen namen ändern wollte
das heft das seinen langen namen ändern wollte war eine Schweizer Literatur- und Kunstzeitschrift, die 1998 bis 2012 erschien. Schwerpunkte waren Kürzestgeschichten, Lyrik und Illustrationen. Die Texte bewegten sich häufig im Grenzbereich zwischen humoristischer und experimenteller Literatur, die Autoren stammten teilweise aus den Bereichen Poetry Slam bzw. Literaturperformance.
Die Ausgaben erschienen oft unregelmässig, in manchen Jahren erschien keine Ausgabe, beispielsweise von 2002 bis 2005 sowie 2011.
Autoren waren unter anderen:
- Thomas Brunnschweiler
- Antonio Fian
- Jürg Halter
- Gerhard Jaschke
- Pedro Lenz
- Arne Rautenberg
- Fritz Sauter
- René Schweizer
- Enno Stahl
- Michael Stauffer
- Beat Sterchi
- Aglaja Veteranyi
- Christian Zehnder
- Florian Werner